# Casa de Gille
A Dinastia de Gille era uma poderosa casa real que governou o Reino da Noruega. Os governantes da casa reclamavam descendência da dinastia Cabelo Belo e seus antigos governantes, uma afirmação contestada por muitos estudiosos modernos. A linha foi fundada, ainda que inconscientemente, por Haroldo IV quando foi proclamado rei da Noruega. Haroldo IV chegou na Noruega a partir de sua Irlanda natal e alegou ser o filho natural de Magno III da dinastia Hardrada, procriado durante expedição irlandesa.
Sua alegação parece, a partir de fontes históricas, ser baseado em contos de sua mãe irlandesa e o círculo familiar durante a sua juventude. Assim, Haroldo IV começou a Gylle dynasty (a" filial irlandesa"), um ramo putativo da suposta dinastia antiga. Seus descendentes iriam expandir a influência, riqueza e poder da dinastia após sua morte. É muito pouco provável que os governantes da época fossem referidos à sua dinastia como a "dinastia Gille", já que este é um termo que foi feito para a dinastia da época por historiadores modernos. O termo "Gille" é provavelmente a partir de Gilla Críst, ou seja, "servo de Cristo".
A casa real foi substituída pela Casa de Hardrada em 1135, e foi novamente substituída por um descendente da dinastia Hardrada em 1162. A linha foi restaurada momentaneamente sob Ingo II, um descendente cognático da dinastia, mas foi substituído novamente pela Casa de Sverre em 1217.

## Lista de Reis e Rivais
Os governantes dentro da casa real muitas vezes tinham um rival que se opunha ao direito do rei estabelecido de governar o reino e os domínios. Aqui está uma lista dos governantes durante o período em que a casa manteve o poder na Noruega:
- Haroldo IV da Noruega :  1130 -> 1136
- Sigurdo II da Noruega :  1136 -> 1155
- Eystein II da Noruega :  1142 -> 1157
- Ingo I da Noruega  :  1136 ->1161

- Haakon II da Noruega :  1157 -> 1162  
  - Sigurd Markusfostre :  1162 -> 1163, Rival
  - Eystein Meyla :  1174  -> 1177, Rival
  - Jon Kuvlung :  1185 -> 1188, Rival
- Ingo II da Noruega :  1204 -> 1217

O rei Ingo II pertencia cognaticamente à Casa de Gille, isto é, através de sua mãe. Patrilinearmente, tanto Inge II quanto seu meio-irmão, o duque Skule Bårdsson, eram membros da Dinastia Rein, ela própria um ramo cadete da Casa de Godwin. Inge II era filho de Bård de Rein, filho de Guttorm de Rein, filho de Åsulv de Rein, filho de Skule Tostigsson, filho de Tostig, conde da Nortúmbria e de Kent, irmão do rei Haroldo II da Inglaterra.